# المبكر (الحيمة الداخلية)

تعديل مصدري - تعديل

المبكر هي إحدى قرى عزلة بني السياغ بمديرية الحيمة الداخلية التابعة لمحافظة صنعاء، بلغ تعداد سكانها 152 نسمة حسب تعداد اليمن لعام 2004.